# Крейтусе, Анита
Анита Крейтусе (латыш. Anita Kreituse; род. 29 мая 1954, Рига) — латышская художница, иллюстратор и аниматор.

## Биография
Родилась в Риге 29 мая 1954 года. Училась в Рижской художественной школе имени Я. Розенталя, по окончании которой в 1972 году поступила в Государственную латвийскую академию художеств. После учёбы, до 1997 года работала художественным редактором детского журнала «Зилите».

## Творчество
В своём творчестве прошла разные фазы, которые всегда были связаны с её тогдашними настроениями: увлечение традиционной живописью североамериканских индейцев, христианской мистикой и народной сказкой. Испытала сильное влияние искусства прерафаэлитов, с преимущественным использованием техники письма акриловыми красками и пастелью.
С 1992 года член Латвийского союза художников, принимает участие в выставках. Художница-постановщица анимационных лент на студии «Телефильм-Рига». Обладательница главного национального киноприза «Большой Кристап» 1980 года за мультипликационный фильм «Как я ехал к деве Севера».
Сотрудничала с ведущими латвийскими театрами. Принимала участие во многих постановках, как сценограф и художница по костюмам.
Работы Аниты Крейтусе были использованы режиссёром Адой Неретниеце при съёмке фильма Рижской киностудии «Большая новогодняя ночь».
Сферой интересов Аниты Крейтусе служит и книжная графика. Благодаря долголетнему сотрудничеству с ведущими национальными издательствами ею созданы многочисленные рисунки для детских книг и сборников поэзии. Особо можно выделить объёмное латвийское издание сказок «Тысячи и Одной Ночи». Работала на немецком книжном рынке, с её иллюстрациями вышли две детские книги, в том числе — «Библия для малышей», с более чем семьюдесятью рисунками.
Была оформителем упаковок американо-европейского бренда «Yogi Tea», для которого создала пятьдесят запоминающихся рисунков.
Творчество Аниты Крейтусе было представлено на выставках латвийского современного искусства в Швеции, Дании и Бельгии. Её картины находятся во многих частных коллекциях разных стран мира.

## Персональные выставки
- 1989 — Музей Я. Розенталя, Рига
- 1998 — Унибанк, Рига
- 1999 — Художественный центр, Цесис
- 2000 — Галерея Laipa, Валмиера
- 2005 — Pyramide, Любек
- 2005 — Галерея Daugava, Рига
- 2007 — Bille, Цесис

## Фильмография
Художница-постановщица анимационных фильмов:
- 1976 — Волшебная птица
- 1980 — Как я ехал к Деве Севера